# Tom Bentley Throckmorton

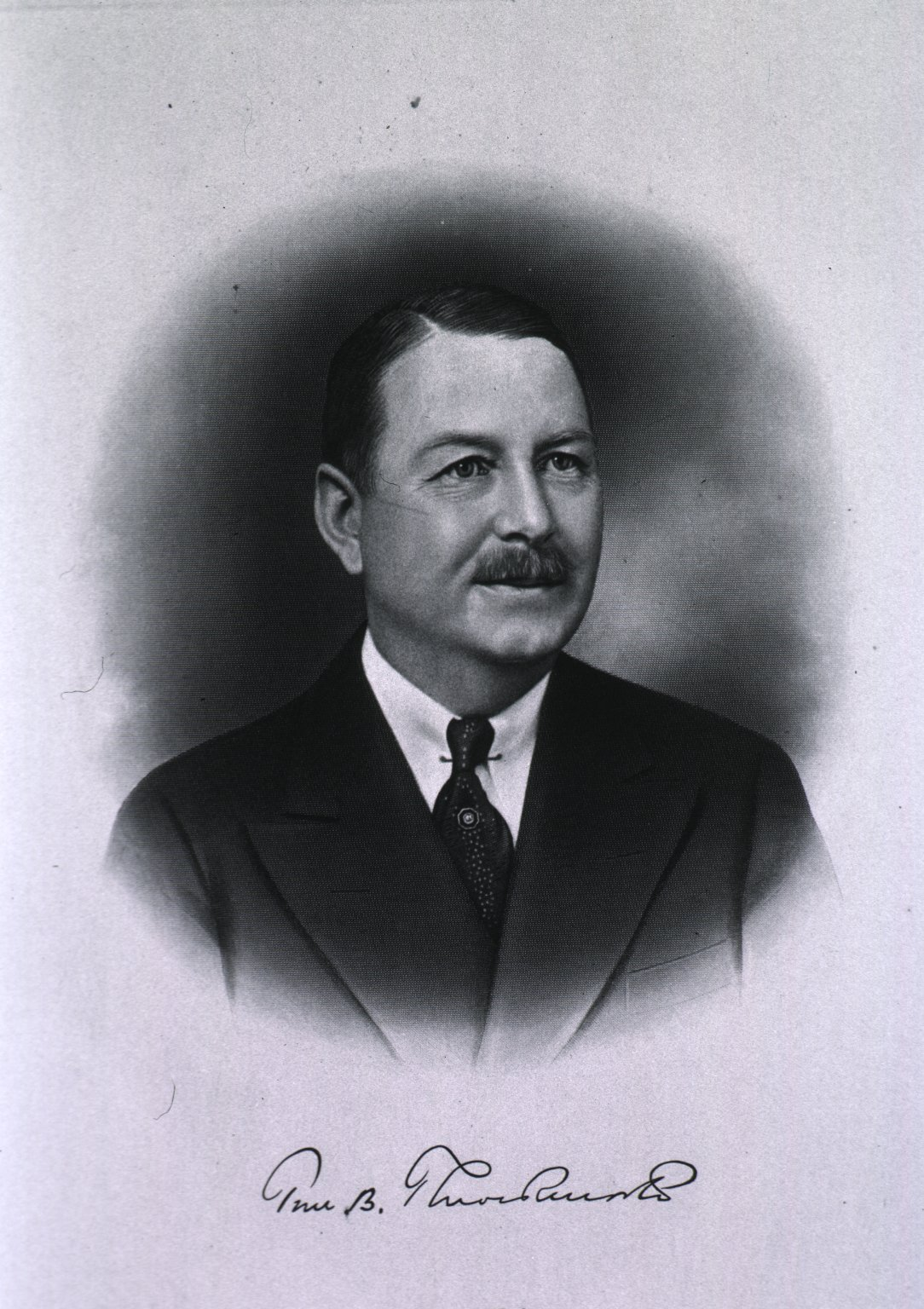
Tom Bentley Throckmorton

Tom Bentley Throckmorton (ur. 20 stycznia 1885 w Derby, zm. 1961) – amerykański lekarz, neurolog.
Absolwent Jefferson Medical College w Filadelfii, tytuł doktora medycyny otrzymał w 1909 roku. Następnie praktykował w Maplewood Sanatorium, jako rezydent w Philadelphia Orthopaedic Hospital, w Infirmary for Nervous diseases w Filadelfii i jako lekarz asystent w Cheroku State Hospital. Wykładał przez pewien czas neurologię w Des Moines, Iowa.
Na jego cześć nazwano objaw Throckmortona.